# Neosparassus incomtus
Neosparassus incomtus là một loài nhện trong họ Sparassidae.
Loài này thuộc chi Neosparassus. Neosparassus incomtus được Ludwig Carl Christian Koch miêu tả năm 1875.